# Атрибис
| O6 | X1 · N23 | N17 | D2 · D21 | Z4 | F34 | O49 · X1 · Z1 |

| O6 | X1 · N23 | N17 | D2 · D21 | Z4 | F34 | O49 · X1 · Z1 |

Атрибис (др.-греч. Ἀθριβις, др.-егип. Hut-(ta)-heri-ib, др.-ассирийск. Ḫatḫ(a)riba) — в Древнем Египте главный город десятого нижнеегипетского нома Кем-ур. Ныне это местечко носит название Телль-Атриб.
Древний Атрибис лежал в Дельте Нила, северо-восточнее современного египетского города Банха. Подтверждением того, что остатки Атрибиса находятся именно в нынешнем Телль-Атрибе служат руины возведённого здесь во времена XXVI династии, при фараоне Амасисе II храма, посвящённого местному богу Хентехтай. Согласно древнеегипетским текстам, ещё фараон Аменхотеп III возвёл здесь храм, однако следов его не сохранилось. В Атрибисе родился выдающийся древнеегипетский архитектор и администратор, жрец Аменхотеп, сын Хапу, служивший при Аменхотепе III и скончавшийся на 35-м году его правления. Согласно сообщению Аммиана Марцеллина, Атрибис входил в число крупнейших египетских городов (Res gestae 22,16).
Ассирийцы в VII веке до н. э. переименовали город в Лимир-патеси-Ашшур («Да, сияет наместник Ашшура»), а правителем был назначен возвращенный из плена Псамметих.